# Воздушный насос

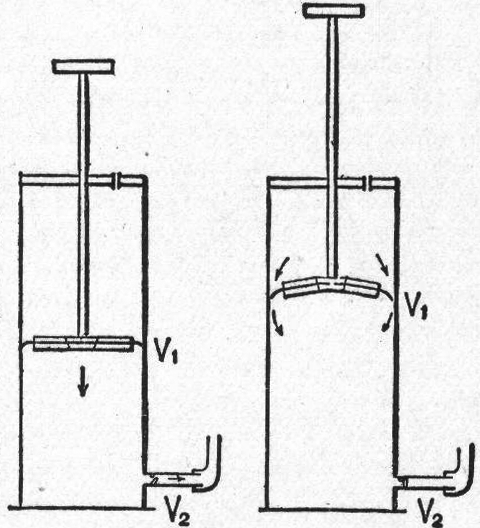
Принцип работы.

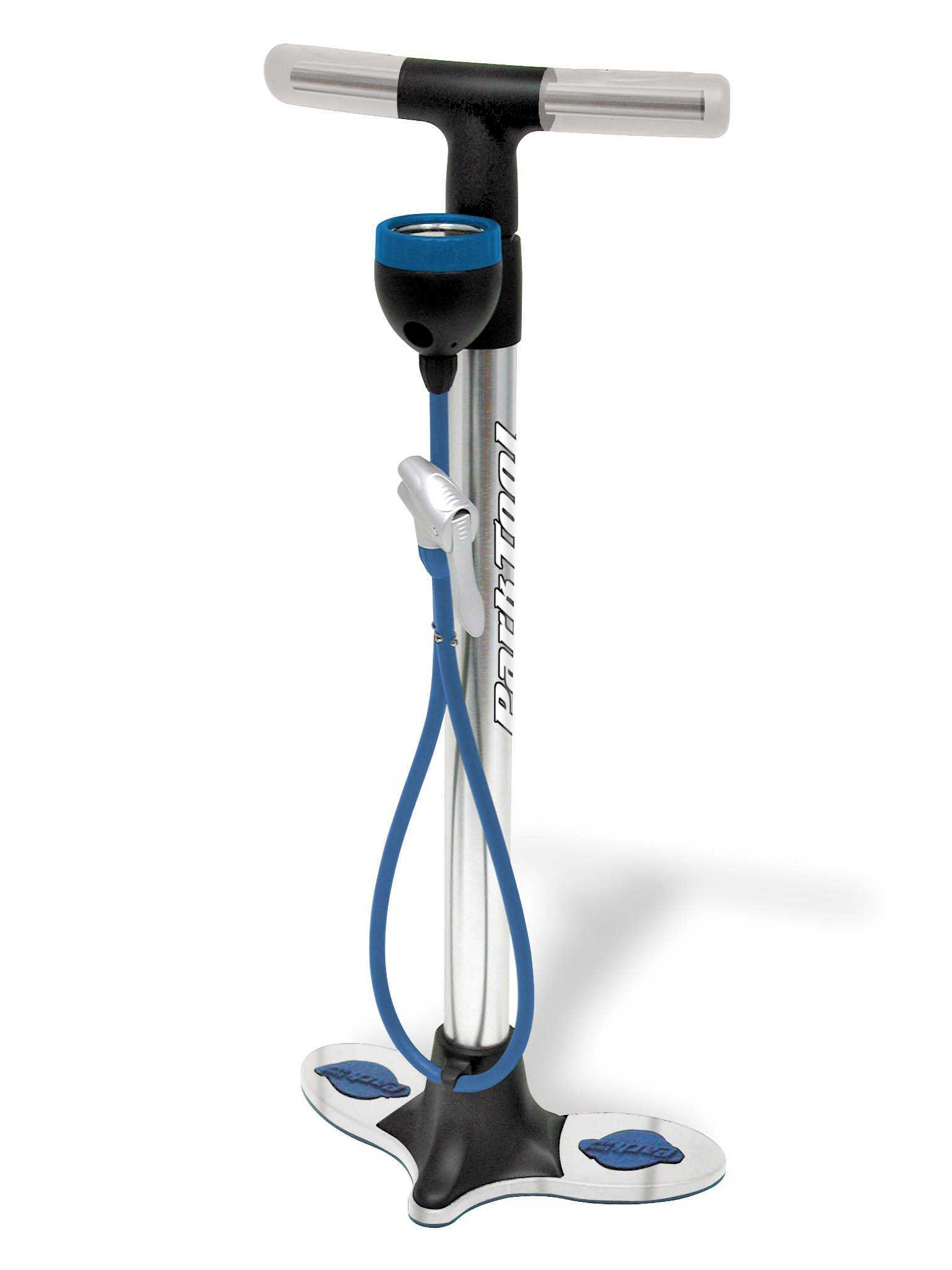
Ручной напольный насос.

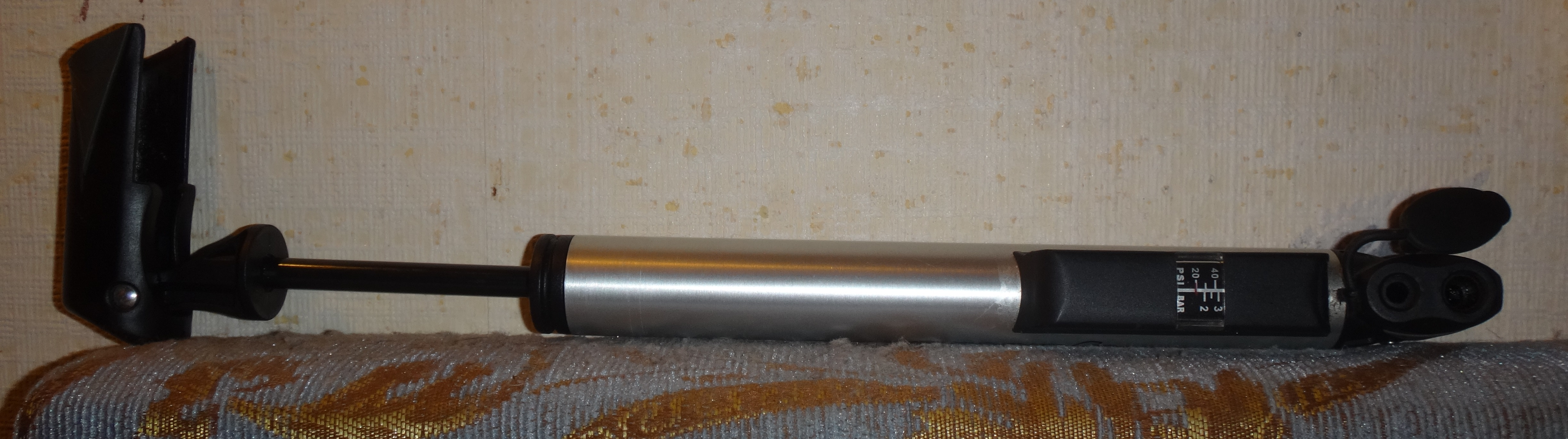
Ручной портативный насос
с манометром и двойным клапаном.

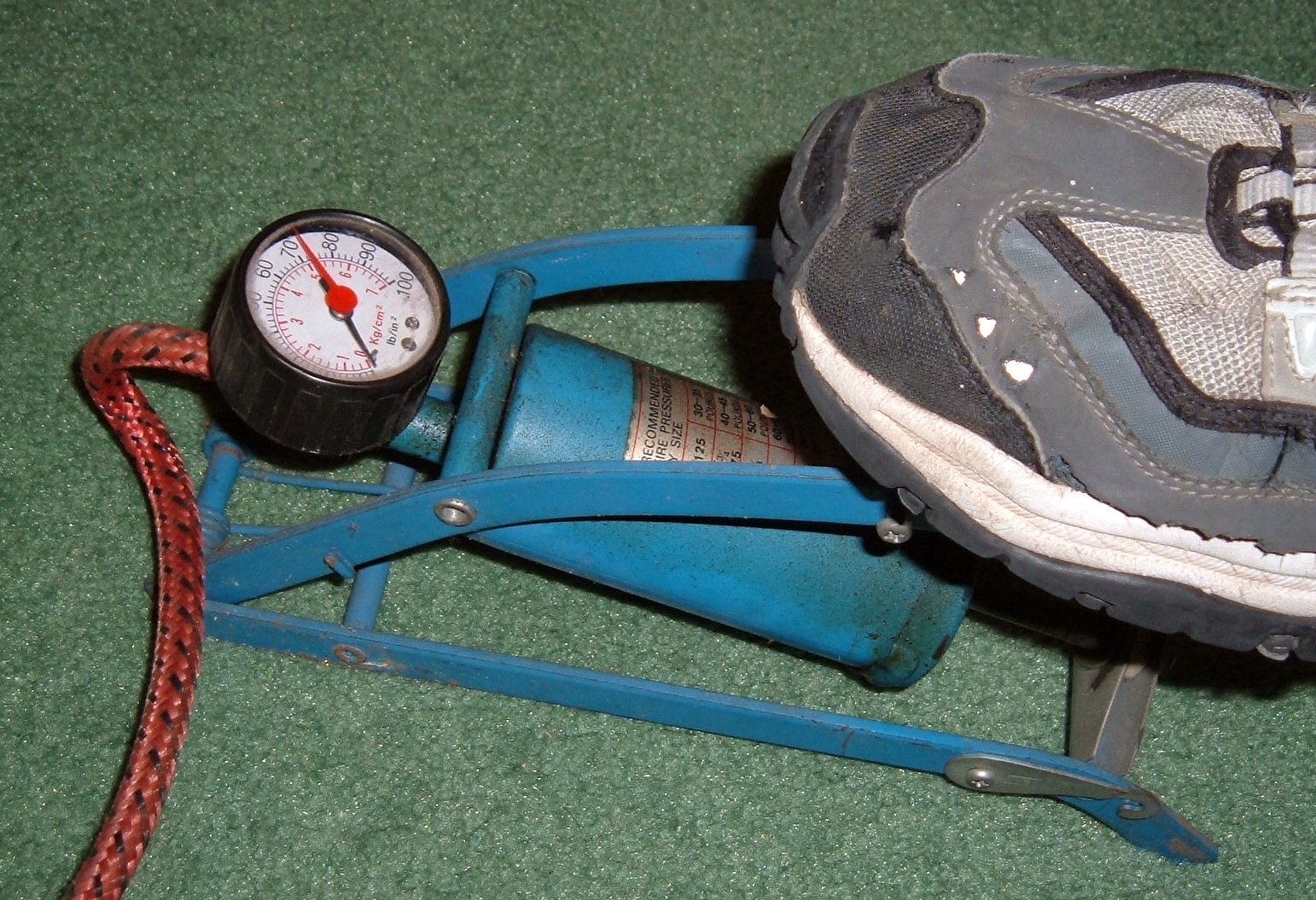
Ножной насос.

Воздушный насос, Пневматический насос (Пневмонасос), Насос — изделие (насос) который в основном предназначен для накачивания шин автотранспорта, резиновых лодок, и так далее, в ручном режиме.
Воздушные насосы, устанавливаемые на военных судах, разделялись на две категории: всасывающие — для обслуживания холодильников и нагнетательные — для подачи воздуха под давлением к топкам котлов, пневматическим инструментам, артиллерийским и минным приборам. В литературе встречаются уточняющие названия Автомобильный насос (автонасос), Мотоциклетный насос (мотонасос), Велосипедный насос (велонасос) и так далее.

## История
Воздушные насосы (по-старинному — пневматические машины, Machine pneumatique, Luftpumpe, air pump) первоначально для выкачивания воздуха, устроил (придумал), в 1650 году, известный магдебургский физик, основатель учения об упругости и давлении воздуха, Отто фон Герике. В своей простейшей форме воздушный насос состоял из тяжёлой ножки, на которой укреплялся вертикальный цилиндр в три — четыре сантиметра в диаметре, со сплошным поршнем, приводимым в движение непосредственно руками человека. В основании цилиндра были устроены два клапана и два крана для надевания каучуковых трубок. При движении поршня воздух (газ) всасывался через один клапан и выталкивается через другой, таким образом насос мог служить как для разрежения, так и для сгущения или для перемещения воздуха (газа). 
Практическое применение данного насоса было использовано в научных исследованиях (например Магдебургские полушария), в помпах для подъёма тяжёлых затонувших изделий, работы водолазов (подача воздуха посредством водолазной помпы), и другого. Позже появились воздушные насосы различных конструкций и назначения, которые стали использовать и в быту, для наполнения воздухом шин в авто и мотоделах.

## Виды
Насосы бывают ножными и ручными, причём последние могут быть как напольными, так и портативными. Ножные насосы являются универсальными, и предназначены прежде всего для накачивания колёс автомобилей, а ручными чаще всего накачивают колёса мотоциклов, велосипедов и тому подобное.

## Конструкция
Основная часть насоса состоит из пневмоцилиндра, внутри которого ходит поршень, соединённый со штоком. Один из концов цилиндра имеет штуцер, соединённый с воздушным шлангом, на конце которого находится клапан, надеваемый на ниппель шины (в портативных насосах клапан интегрирован в корпус). Чаще всего клапан имеет исполнение под клапан Шрадера, называемый в просторечии автомобильным и применяемым в большинстве случаев, а для клапанов типа Presta и Dunlop применяются специальные адаптеры. Некоторые виды насосов имеют двойные клапаны под оба ниппеля.

## Принцип работы
Насос накачивает воздух с помощью поршня. Во время хода вверх поршень всасывает атмосферный воздух через односторонний клапан. Во время хода вниз поршень вытесняет воздух из пневмоцилиндра в камеру. Практически все типы таких насосов имеют манометр для индикации давления в шинах.